# Neureut (Karlsruhe)
Neureut é um bairro tradicional da cidade de Karlsruhe, na Alemanha. 

Pertence à freguesia administrativa de Hardtwald.

O bairro foi construído no período entre 1950 e 1980, e tem uma arquitetura típica, baseada em prédios de quatro andares com fachadas claras em estilo funcionalista.

Tem cerca de 18.200 habitantes.

## Património
- Igreja Católica, Arquidiocese de Friburgo
  - St. Judas Thaddäus am Neuen Zentrum, mit auffälliger Architektur von Ottokar Uhl
  - St. Heinrich und Kunigunde in Kirchfeld
- Evangelische Landeskirche in Baden
  - Gemeinde Neureut-Nord mit großer neugotischer Kirche
  - Gemeinde Neureut-Süd mit Waldenserkirche
  - Gemeinde Neureut-Kirchfeld mit Lutherhaus
- Freie evangelische Gemeinde, Gemeindezentrum in Heide
- Igreja Nova Apostólica am Neuen Zentrum